# Organopónicos

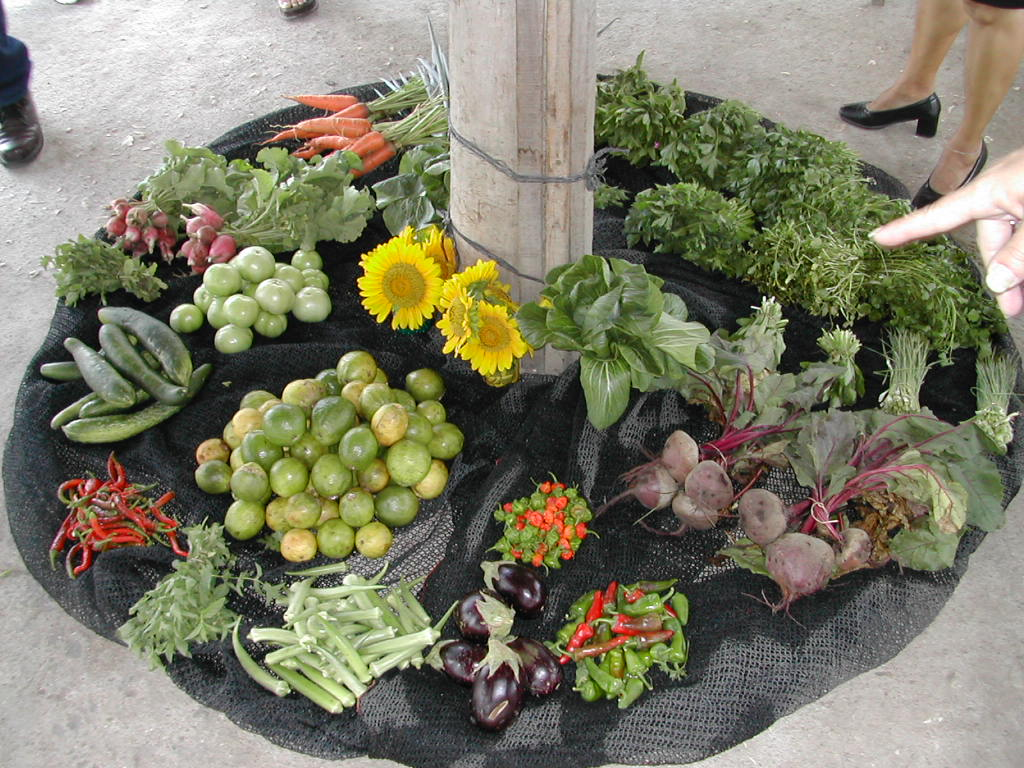
Produits agricoles d'un organopónico de Cuba

Les organopónicos ou organoponiques sont un système d'agriculture urbaine utilisant du fermage bio. C'est une technique originaire de Cuba, principalement développée sur cette île. Elle consiste essentiellement en de bas murs de béton remplis de matière organique et de sol vivant, comportant des lignes de micro-irrigation posées à la surface des plantes cultivées. Les organopónicos sont une forme d'agriculture locale basée sur la main d'œuvre humaine.
En 2015, on dénombrait à Cuba 400 000 exploitations agricoles urbaines produisant 1,5 million de tonnes de légumes, sans pesticides ni engrais chimiques.

## Histoire

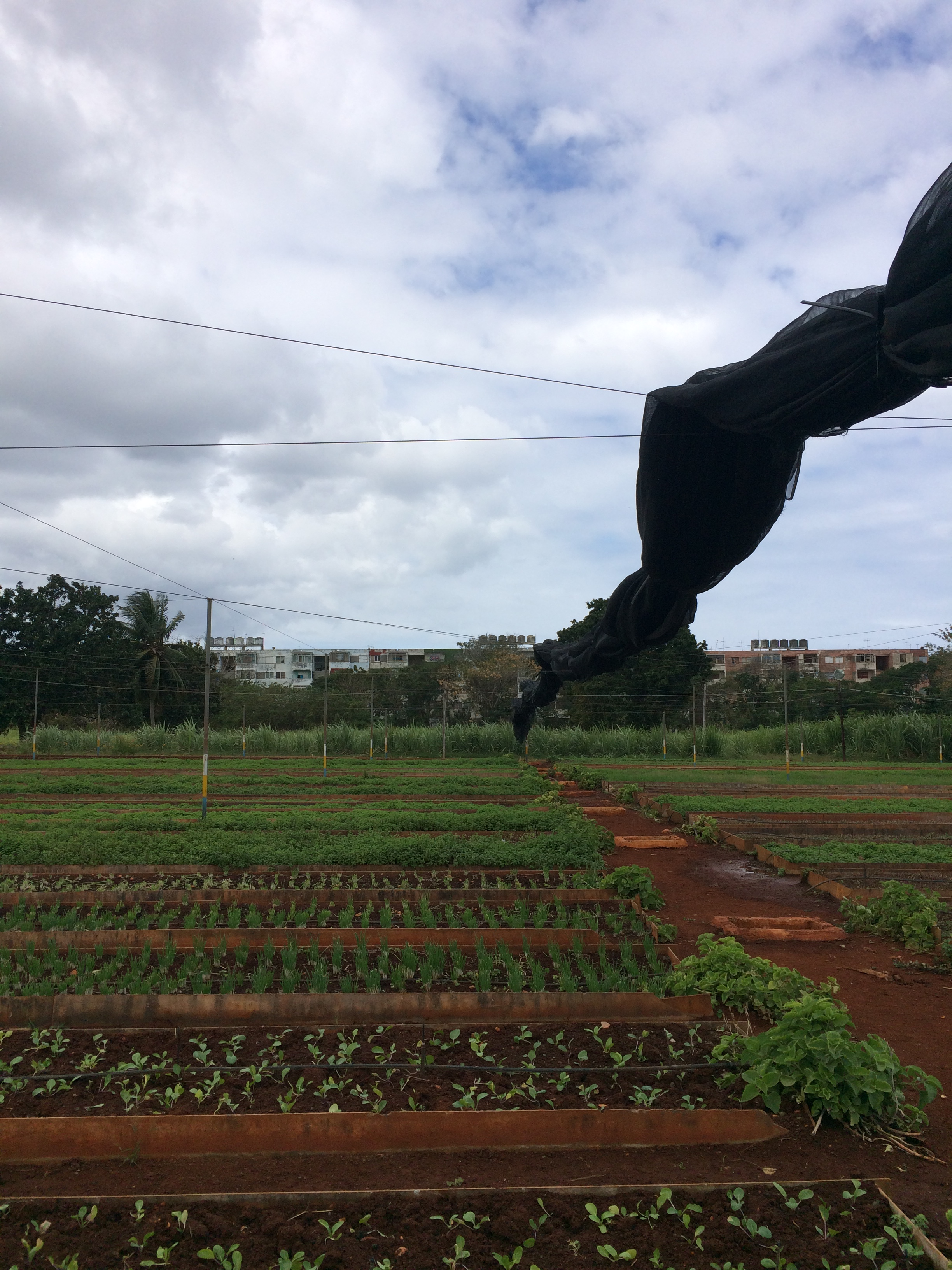
Rangées de plants à la ferme bio Alamar, à La Havane. De nombreux Organopónicos ont été développés dans des environnements urbains, comme on peut le voir au bâti en arrière-plan.

À la suite de la chute du mur de Berlin en 1989, l'Union soviétique chute à son tour, Cuba perd son principal acheteur, à hauteur de 85 %, de sucre de canne et son principal fournisseur de pétrole, nécessaire à la production des engrais chimiques et pesticides. Fidel Castro annonce en 1992 une grave crise économique, qui durera 5 ans. La population, qui commence à manquer de nourriture, se lance spontanément dans l'agriculture urbaine. Une politique étatique de distribution des terres et de coopérativisme a permis ensuite le plein essor de ce mouvement.
En 2009, plus de 35 000 hectares de terres sont utilisés pour l'agriculture urbaine, uniquement à la Havane.

## Galerie

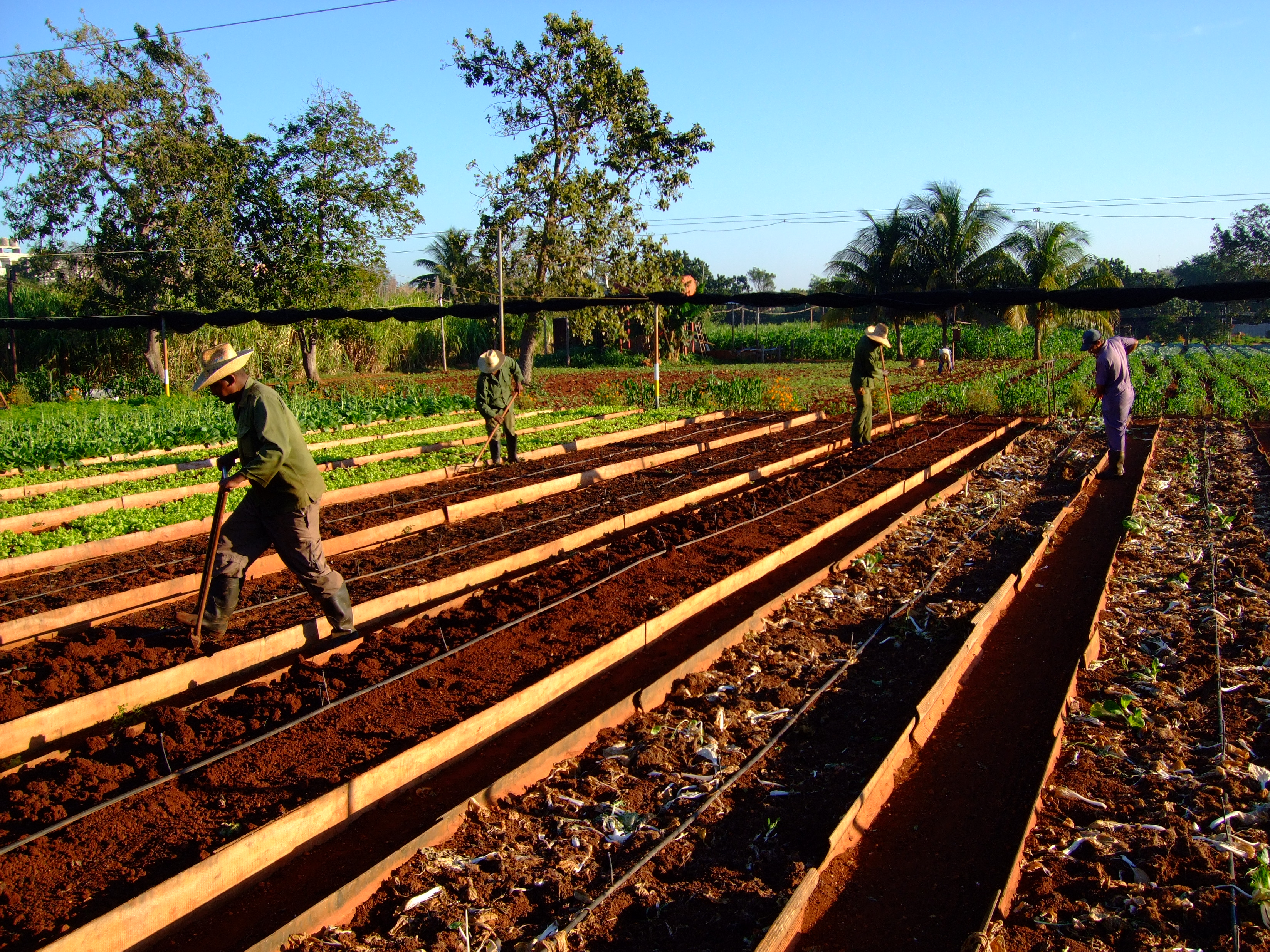
Agriculteurs préparant des buttes
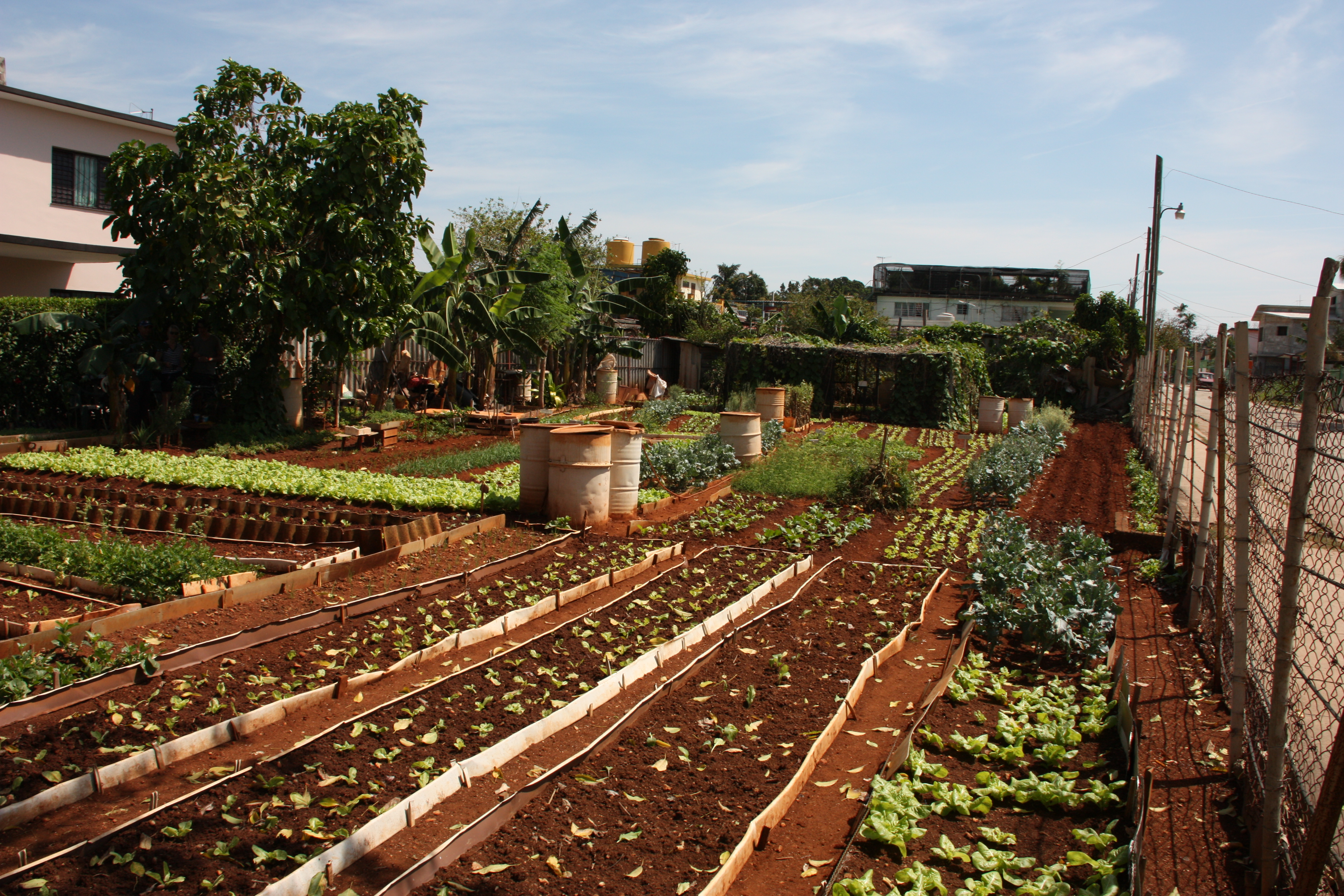
Petite ferme à la Havane.